# San-Pédro
San-Pédro est une grande ville bakwé, kroumen et wané du Sud-Ouest de la Côte d'Ivoire. Elle est capitale du district du Bas-Sassandra et administrativement située dans la région de San-Pédro. La population est majoritairement d'ethnie krou. Selon le RGPH 2021, elle comptait 390 654 habitants en 2021, ce qui en fait la 5e ville la plus peuplée de la Côte d'Ivoire après Abidjan, Bouaké, Korhogo et Daloa devant Yamoussoukro. Au soir du 2 septembre 2023, la ville connaît sa deuxième femme maire du nom de Mme Kéité epse Cissé Nakaradja à la tête dans la municipalité.
San-Pédro est la deuxième région économique de la Côte d'Ivoire derrière la ville d'Abidjan grâce à son port et des zones industrielles. En plus de son attractivité économique, elle reste l'une des zones touristiques les plus prisées des populations. On y trouve de très belles plages dans la ville et des villes environnantes à l'instar de Monogaga et Grand-Béréby qui sont des lieux hautement touristiques.
La  ville se trouve à 368 km à l'ouest d'Abidjan, la capitale économique et à 462 km au sud-ouest de Yamoussoukro, la capitale politique.

## Géographie

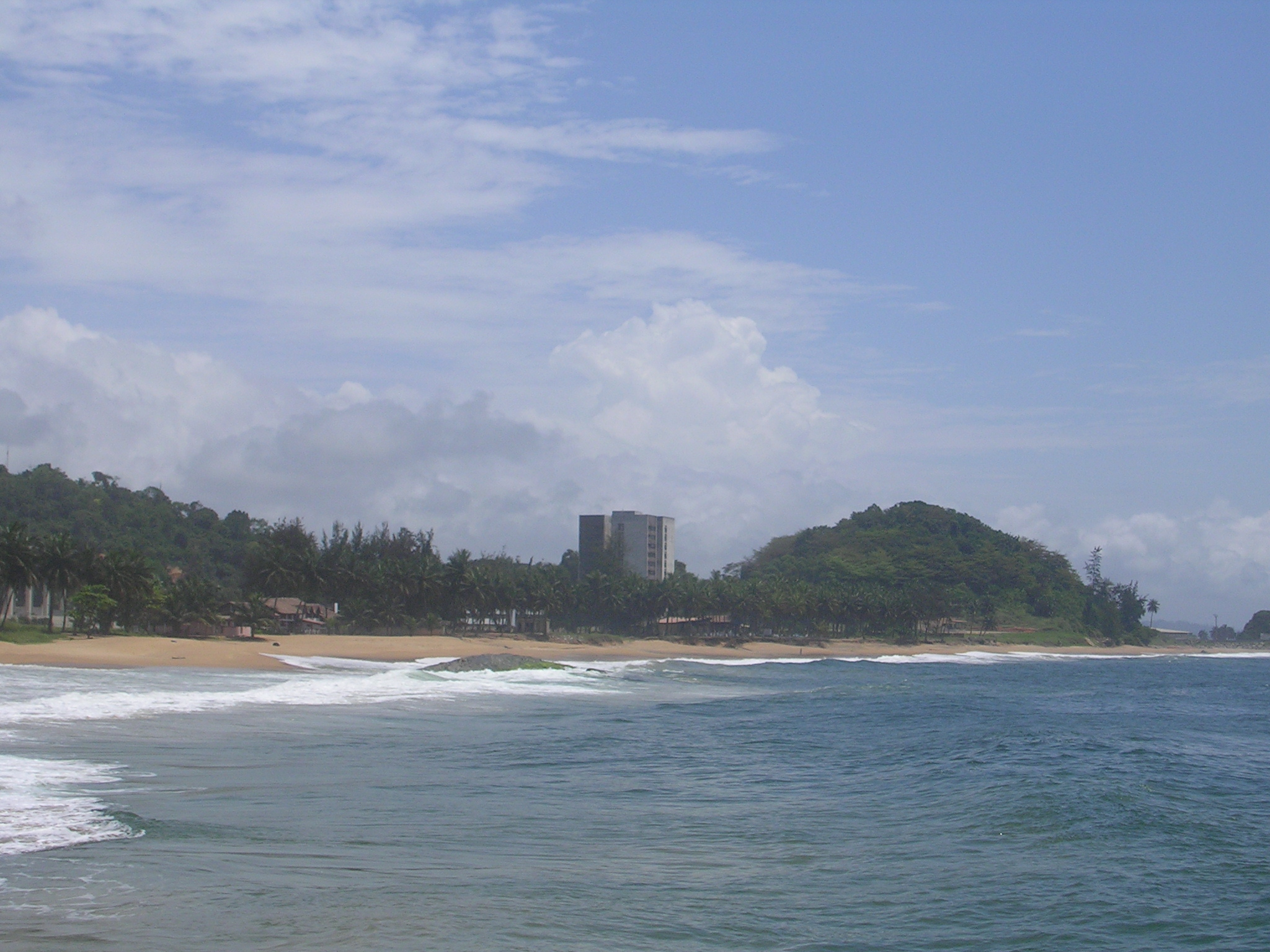
Plage dans la ville.

### Situation
La ville, située à 9°32 de latitude nord et 6°29 de longitude ouest (4° 51′ N, 6° 42′ O), fait partie du district du Bas-Sassandra (anciennement la région du Bas-Sassandra). Elle est située au bord de l'océan Atlantique, sur le golfe de Guinée, à 368 km d’Abidjan, capitale économique du pays, par la route communément appelée « La Côtière ».

## Histoire
Les premiers Européens apparaissent dans le golfe de Guinée à la fin du XVe siècle. La région fut « découverte » par le Portugais Soeiro da Costa, qui la baptisa du nom du saint patron du jour,.
la vile de San Pedro a été bâti sous le plan de l'ARSO(Autorité pour l'Aménagement du Sud Ouest).

## Population

### Démographie
Selon le RGPH 2021, la ville de San-Pedro compte une population de 390 654 habitants.
La population autochtone est essentiellement Krou avec ses divers sous-groupes : les Winnin, les Bakwé et les Klapo communement appelé Kroumen. Elle a considérablement augmenté au cours des vingt dernières années en raison de l'afflux de réfugiés venus du Libéria et de la Sierra Leone, ainsi que d'une très forte communauté de pêcheurs Fantis venus du Ghana.
| 1975   | 1988   | 1998    | 2014    | 2021    |
| ------ | ------ | ------- | ------- | ------- |
| 31 606 | 70 601 | 131 800 | 164 944 | 390 654 |

### Langues
Depuis l'indépendance, la langue officielle dans toute la Côte d'Ivoire est le français. La langue véhiculaire, parlée et comprise par la majeure partie de la population, est le dioula mais la langue vernaculaire de la région est le Krou. Le français, effectivement parlé dans la région, comme à Abidjan, est communément appelé le français populaire ivoirien ou français de dago qui se distingue du français standard par la prononciation et qui le rend quasi inintelligible pour un francophone non ivoirien. Une autre forme de français parlé est le nouchi, un argot parlé surtout par les jeunes et qui est aussi la langue dans laquelle sont écrits 2 magazines satiriques, Gbich! et Y a fohi. Le département de San-Pédro accueillant de nombreux ivoiriens issus de toutes les régions du pays, toutes les langues vernaculaires du pays, environ une soixantaine, y sont pratiquées ainsi que le Fanti du Ghana. On y pratique également beaucoup l'anglais en raison de la présence de nombreux ressortissants du Libéria, de Sierra Leone et du Ghana.

## Éducation
Le département compte 533 écoles primaires, une vingtaine d’établissements secondaires, 2 établissements secondaires techniques ainsi que de nombreux établissements enseignant en anglais destinés aux écoliers venus principalement du Ghana et du Libéria[réf. nécessaire]. L'Université de San-Pédro a été fondée en 2021et abrite jusqu'à ce jour quatre unités de formation que sont l'UFR Logistique Tourisme , Hôtellerie-Restauration ; L'UFR Science de la Mer ; l'UFR Agriculture Ressources halieutiques ainsi que deux écoles d'ingénieurs. Il y existe également des universités et des grandes écoles privées.

## Lieux de culte
Parmi les lieux de culte, il y a principalement des églises et des temples et des mosquées  chrétiens : Diocèse de San-Pédro en Côte d'Ivoire (Église catholique), Église méthodiste unie Côte d'Ivoire (Conseil méthodiste mondial), Union des Églises baptistes missionnaires en Côte d'Ivoire (Alliance baptiste mondiale), Assemblées de Dieu, Église Évangélique de Reveil internationale, la grande mosquée de la cité, la grande mosquée du marché, la mosquée fatiga, la mosquée Kante du bardot 18.

### Hôpitaux publics
La ville de San-Pédro dispose, depuis 6 avril 2022, d'un nouveau Centre hospitalier régional (CHR) d'une capacité de 110 lits. L'hôpital compte trois blocs opératoires, une pharmacie externe, des services d'hospitalisation, de réanimation, de gynéco-obstétrique, de radiologie, d’ophtalmologie et des cabinets dentaires.

### Hôpitaux privés
- Clinique la Renaissance de San Pedro
- Clinique les Rochers
- Clinique Centrale de San Pedro

## Transport

### Le port
Construit à partir de 1969, c'est le deuxième port du pays après celui d'Abidjan avec un domaine portuaire couvrant plus de 200 ha.
Il s'agit du premier port mondial pour les exportations de fèves de cacao : plus de la moitié de la récolte ivoirienne (1,8 million de tonnes) y transite. Depuis la tentative de coup d'État de 2002, le trafic n'a cessé de diminuer, passant de 1,16 million de tonnes à 998 000 tonnes en 2006, selon les chiffres officiels. Mais en 2011, le port de San Pedro affiche une hausse fulgurante de 47 % de son trafic marchandises (1 800 000 t : performance jamais réalisée depuis 1971). C’est la première fois depuis la mise en service du port de San Pédro qu’un niveau de trafic global de marchandises de ce niveau est atteint. En 2012, le Port de San Pédro a excellé au niveau de son trafic avec un résultat de 3 230 398 tonnes contre 1 805 136 tonnes l’année précédente, réalisant ainsi une hausse de 79 %.

### Transport aérien
L'aéroport de San-Pédro place Abidjan à 1 h 30 de vol. San-Pédro est reliée aux autres villes par trois routes goudronnées en direction de Tabou, Soubré et Sassandra.

### Transport terrestre
Le tronçon de la route bitumée dénommée « La Côtière » entre Dabou et San Pedro passant par Grand-Lahou a été inauguré en 1993.
Des autocars de différentes compagnies assurent le voyage régulier aller-retour de San Pédro vers les autres villes ivoiriennes. Les villes voisines (Sassandra, Gabiadji, Grand-Béréby) sont également reliées à San-Pédro à l'aide de taxis brousse allant de 9 à 22 places assises qui ne partent que lorsque toutes les places sont occupées. En 2011, San-Pédro est la seule ville ivoirienne après Abidjan à disposer de transports urbains gérés par une entreprise privée, la société des transports urbains de San-Pédro (SOTUS). Mais l'exploitation est arrêtée en 2013 et les véhicules redéployés à Bouaké.

## Économie
« San-Pédro est le deuxième pôle économique de la Côte d'Ivoire après Abidjan, devant Bouaké en raison de son port, mais également en raison de la présence de nombreuses usines opérant principalement dans l'industrie cacaoyère, dans la minoterie, le ciment et le domaine du bois. Le tourisme joue un rôle non négligeable dans l'économie de la ville et de la région du Bas-Sassandra. En 2010, son produit intérieur brut représentait 4 % du PIB de la Côte d'Ivoire soit 0,952 milliards de dollars, presque l'équivalent du PIB de la Guinée-Bissau. »

### Secteur primaire

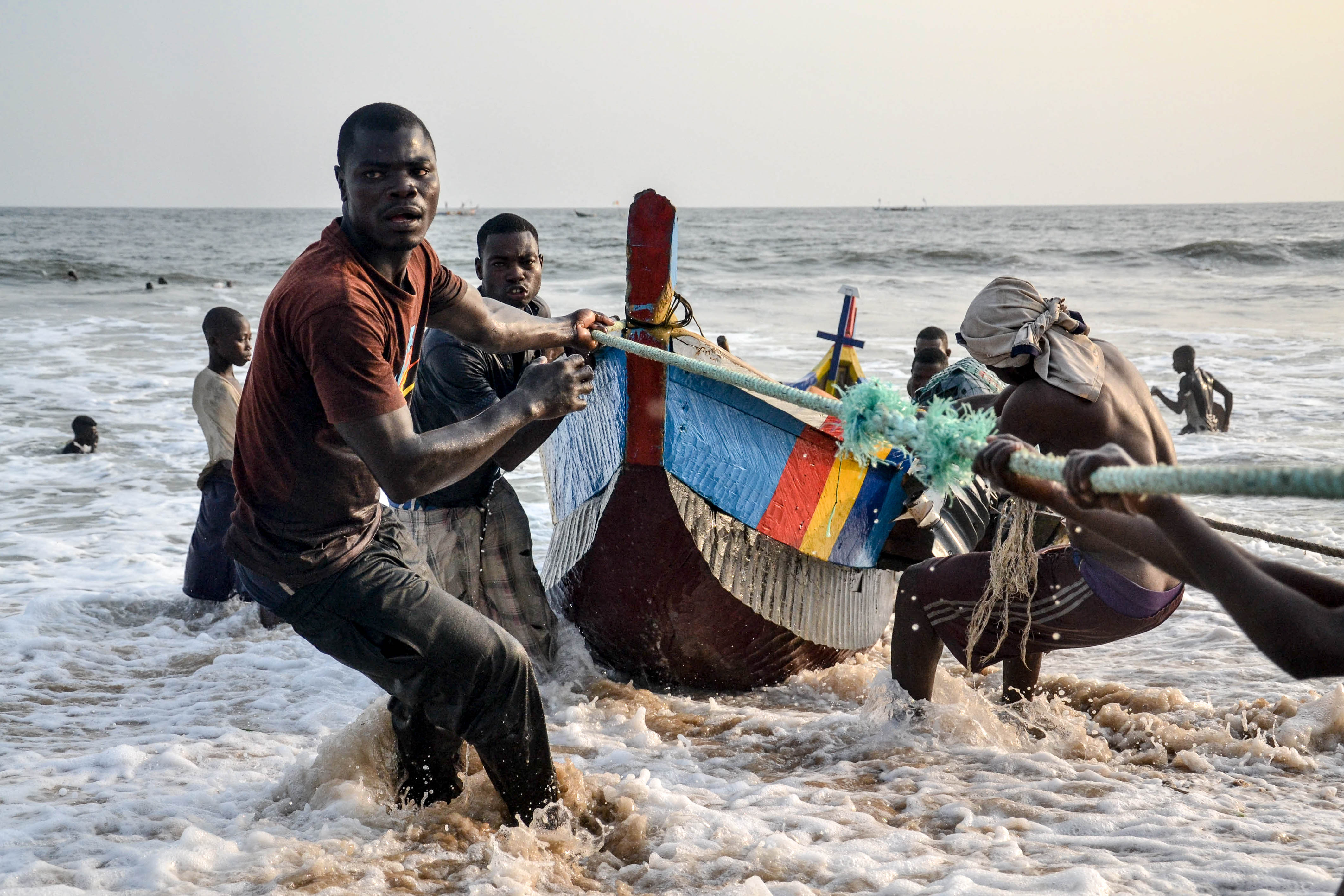
Pêcheurs à San-Pédro.

De nombreuses cultures telles que l'hévéa, le palmier à huile, le cacaoyer, etc. enrichissent la région faisant de San Pédro une des villes les plus dynamiques du pays. La pêche est également une activité importante de la région.

### Secteur tertiaire

#### Banques
La quasi-totalité des établissements du réseau bancaire ivoirien est représenté à San-Pédro : SGBCI, BICICI, BNI (Banque Nationale d’Investissement), NSIA Banque (ex BIAO), BACI, BOA, Coris Bank International, Ecobank, SIB, BCEAO (Banque Centrale des États de l’Afrique de l’Ouest), CECP (Caisse d’Épargne et de Chèques Postaux), COOPEC (Coopérative d’Épargne et de Crédit), DBank (Diamond Bank), UBA.

#### Commerce
La ville de San-Pédro dispose de plusieurs centres commerciaux et espaces de vente. Elle compte deux grands marchés à usage public, l'un au quartier Cité et l'autre au quartier Bardot, le plus grand et le plus fréquenté étant situé dans le centre-ville. Presque tous les quartiers à forte concentration humaine disposent d'un espace commercial pour le besoin des populations qui n'ont pas toujours le temps de rallier les deux grands marchés.

#### Tourisme
le tourisme dans cette localité est géré par une direction régionale du Tourisme mené par Mme KOFFI née N'Goran Suzanne. Cette direction a mené depuis 2021 des missions et introspections qui ont contribué à la touristification de cette localité 
De nombreux hôtels sont sortis de terre à San Pédro depuis l'indépendance de la Côte d'Ivoire.
Les plages attirent des visiteurs. La barre, phénomène qui interdit la baignade sur quasiment tout le golfe de Guinée, y est inconnue.
Les plages de la station balnéaire de Grand-Béréby, proche de San-Pédro, sont accessibles par la route en moins d'une heure.

## Culture
Depuis 2015, se tient à San-Pédro le Festival artistique dit « Bollo Carnaval », où se produit « une gamme d’artistes originaires de San-Pédro [qui] prenant part à ce gigantesque festival artistique, culturel et touristique de la deuxième ville portuaire de la Côte d’Ivoire […] mettent en lumière les atouts touristiques et culturels d’une région habitée par les peuples Kroumen, Wainé, Bakwé… »
- Le festival de Saint pierre ainsi que la color beach le plus grand festival balnéaire de toute la Côte d'Ivoire, qui s'y tient depuis maintenant 3 ans sur les belles plages de San Pédro.
- Notons aussi Tawê festival qui fait en plus de la promotion de la culture Kroumen, contribue à la mise en tourisme du village Tawê regorgeant de potentialités touristiques immuables.

## Sports
Les compétitions sportives se déroulent exclusivement dans le chef-lieu du département, les autres localités ne disposant d'aucune infrastructure dédiée : la ville dispose de plusieurs clubs de football dont le Séwé Sports, finaliste en 1999 et 2005 de la Coupe de Côte d'Ivoire de football et vainqueur en 2006 de la Coupe Félix-Houphouët-Boigny, qui évolue en MTN Ligue 2.
FC San Pédro évoluent en Championnat National de 1re division. Ils disputent leurs matchs sur le terrain du stade Auguste Denise doté de 8 000 places. Un autre club, le Siroco de San Pédro, évolue en championnat de division régionale, équivalent d'une 3e division.
Comme dans la plupart des villes du pays, il est organisé, de façon informelle, des tournois de football à sept joueurs qui, très populaires en Côte d'Ivoire, sont dénommés Maracanas.
Le handball est également pratiqué, particulièrement par les filles, élèves du lycée de la ville, ce sport étant très populaire dans le pays depuis les bons résultats de l'équipe nationale au niveau continental, victorieuse à deux reprises de la Coupe d'Afrique.
Le Séwé Sports compte également une équipe de basket-ball qui évolue en championnat de 1re division.
San-Pédro accueillera des matches de la Coupe d'Afrique des nations 2023 dans son nouveau stade d'une capacité de 20000 personnes.

## Sécurité
La ville de San-Pédro dispose, depuis 23 Février 2023, d'une prison civile construite sur une superficie de 7 hectares pouvant accueillir 500 prisonniers.Mais également d'un commissariat 12e arrondissement, d'une sécurité portuaire.

## Administration
La ville est le chef-lieu du District du bas-Sassandra (anciennement la région du bas-Sassandra) qui comptait 2 687 176 habitants lors du recensement de 2021.
| Date d'élection | Identité                   | Parti       | Qualité         | Statut |
| --------------- | -------------------------- | ----------- | --------------- | ------ |
| 1980            | M. Kamano Kata François    | PDCI-RDA    | Homme politique | élu    |
| 1985            | M. Landry Kragbé           | PDCI-RDA    | Homme politique | élu    |
| 1990            | Mme Grah Claire            | PDCI-RDA    | Femme politique | élu    |
| 1995            | M. Lucien Yébarth          | PDCI-RDA    | Homme politique | élu    |
| 2001            | M. Bouéka Nabo Clément     | RDR         | Homme politique | élu    |
| 2013            | M. Bouéka Nabo Clément     | RDR         | Homme politique | élu    |
| 2018            | M. Anoble Miézan Félix     | RHDP        | Homme politique | élu    |
| 2023            | KEITA EPSE CISSE NAKARIDJA | Indépendant | Femme politique | élue   |

Le département comprend les sous-préfectures de Doba, Dogbo, Adjaméné, Gligbeuadji et Gabiadji.

### Représentation politique
| Date d'élection | Identité                  | Parti | Qualité         | Statut |
| --------------- | ------------------------- | ----- | --------------- | ------ |
| 2016            | Beugré Tétéako epse Inago | RHDP  | Femme Politique | Elue   |
| 2016            | Anoble Miézan Félix       | RHDP  | Homme politique | élu    |

| Date d'élection | Identité  | Parti    | Qualité         | Statut |
| --------------- | --------- | -------- | --------------- | ------ |
| 2011            | Aka Hervé | PDCI-RDA | Homme politique | élu    |

### Services publics et parapublics
Parmi les services publics présents déployés, outre ceux de la municipalité, figure la brigade de la gendarmerie nationale ainsi que les différents ministères représentés en direction régionale.
Les services parapublics sont constitués par la Compagnie Ivoirienne d'Électricité - anciennement EECI ; la Poste de Côte d'Ivoire, la Société de Distribution d'Eau de la Côte d'Ivoire - SODECI -, l'Institut National de la Statistique (INS) et l’Agence Nationale d’Appui au Développement Rural (ANADER).

## Climat
Le climat de la Côte d'Ivoire comporte deux zones bioclimatiques distinctes. Le sud est très humide et connaît quatre saisons (d'avril à la mi-juillet : grande saison des pluies ; de la mi-juillet à septembre: petite saison sèche ; de septembre à novembre : petite saison des pluies ; de décembre à mars : grande saison sèche). Les températures varient de 20 à 33°,.
| Mois                                | jan. | fév. | mars | avril | mai | juin | jui. | août | sep. | oct. | nov. | déc. |
| ----------------------------------- | ---- | ---- | ---- | ----- | --- | ---- | ---- | ---- | ---- | ---- | ---- | ---- |
| Température minimale moyenne (°C)   | 23   | 23   | 24   | 24    | 24  | 23   | 22   | 22   | 23   | 23   | 23   | 23   |
| Température moyenne (°C)            | 27   | 27   | 27   | 27    | 27  | 26   | 25   | 24   | 25   | 26   | 26   | 27   |
| Température maximale moyenne (°C)   | 31   | 31   | 31   | 31    | 30  | 28   | 28   | 27   | 27   | 29   | 30   | 30   |
| Nombre de jours avec précipitations | 0    | 0    | 0    | 2     | 2   | 7    | 6    | 7    | 4    | 4    | 4    | 0    |

## Galerie

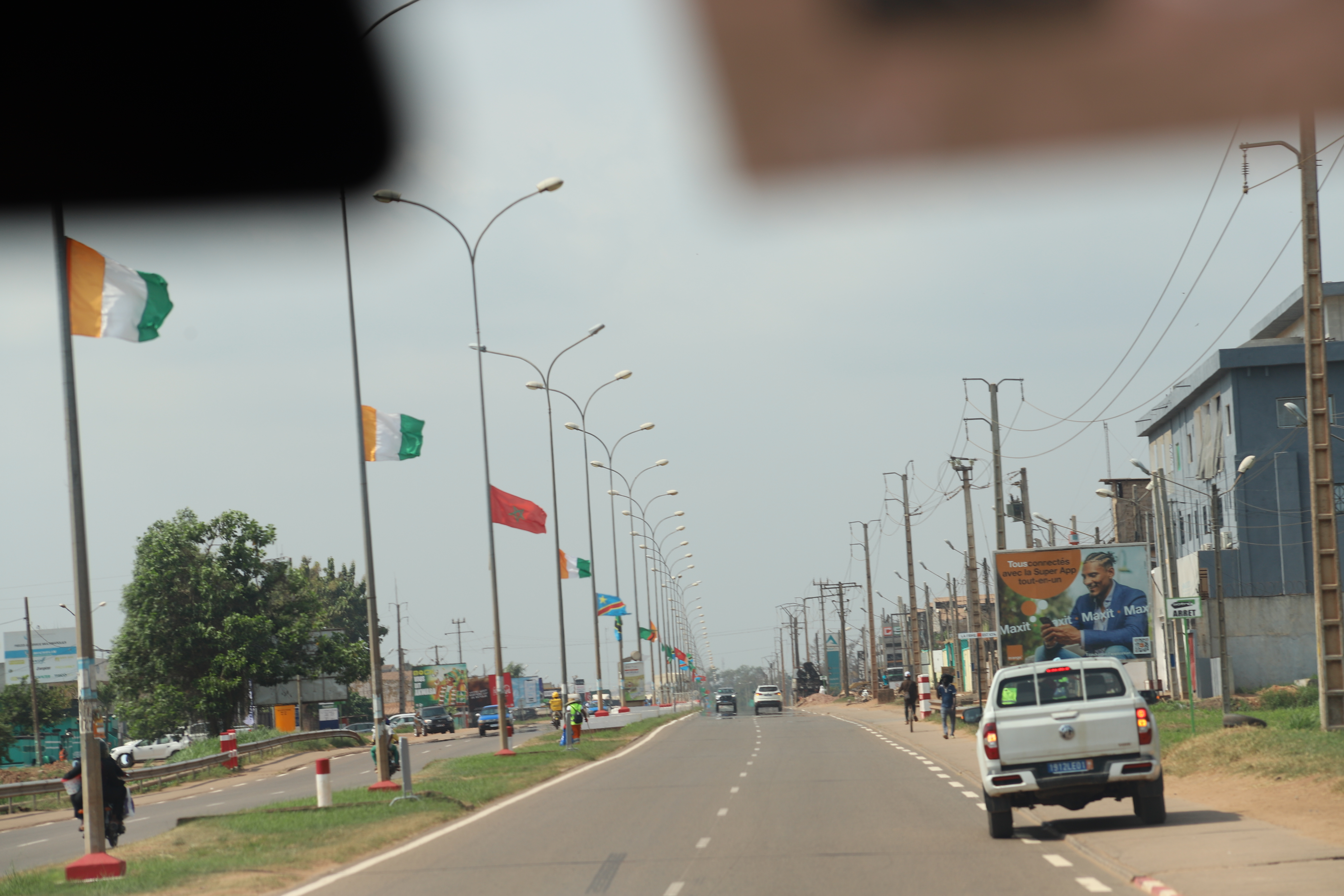
San-Pédro lors de la CAN 2023
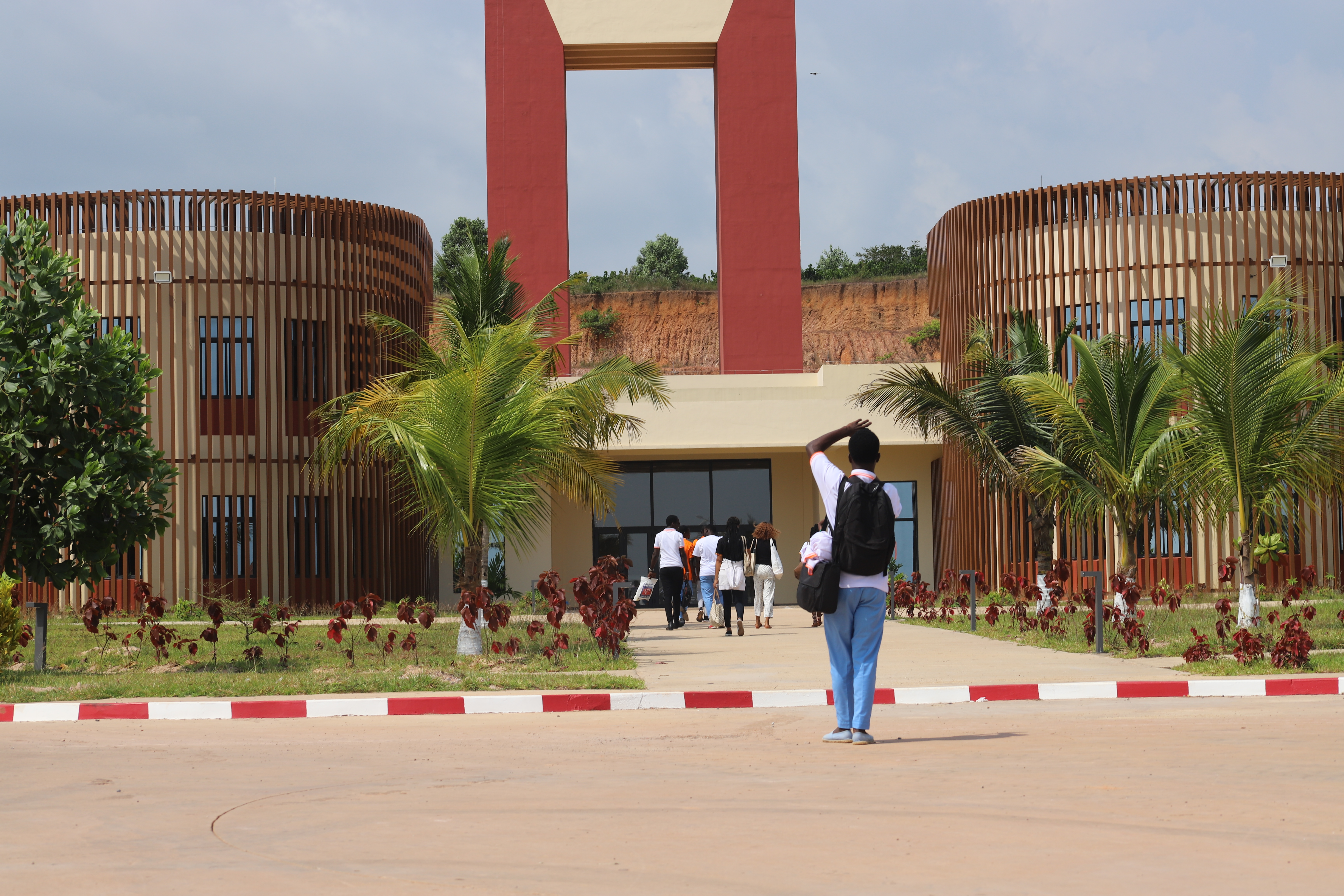
Université de San-Pédro (2024)
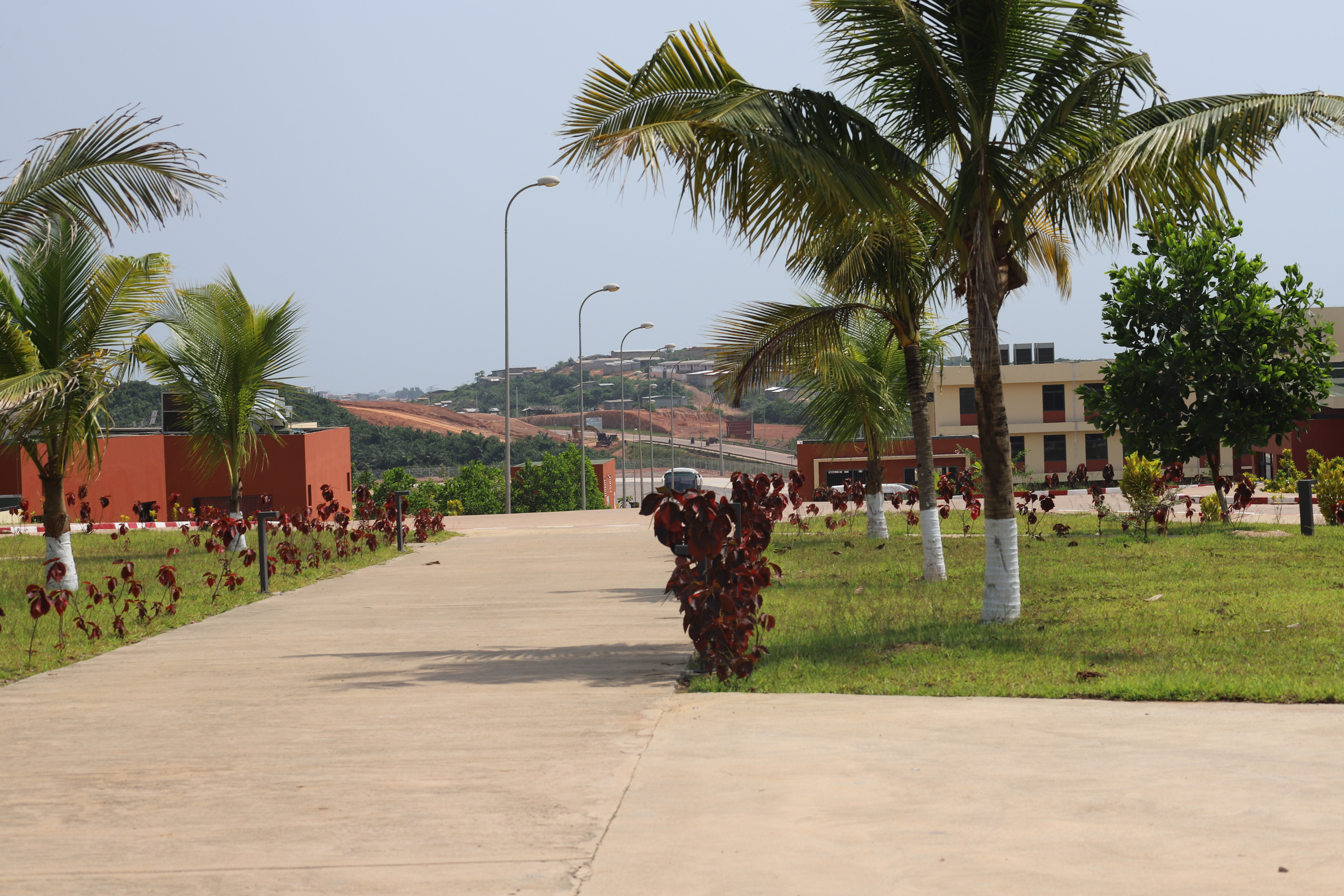
Campus de l'Université de San-Pédro (2024)
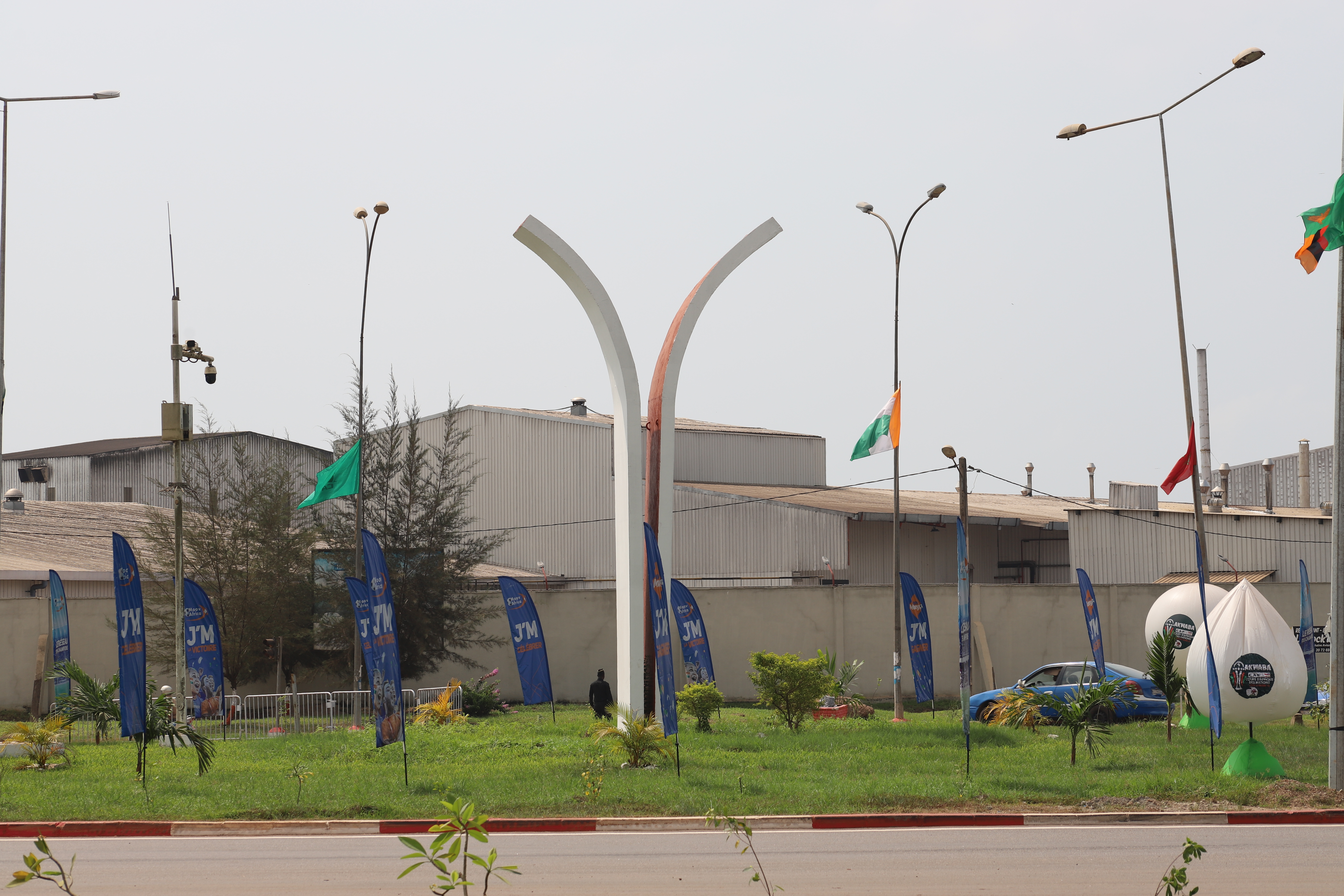
Rond point et infrastructures (2024)
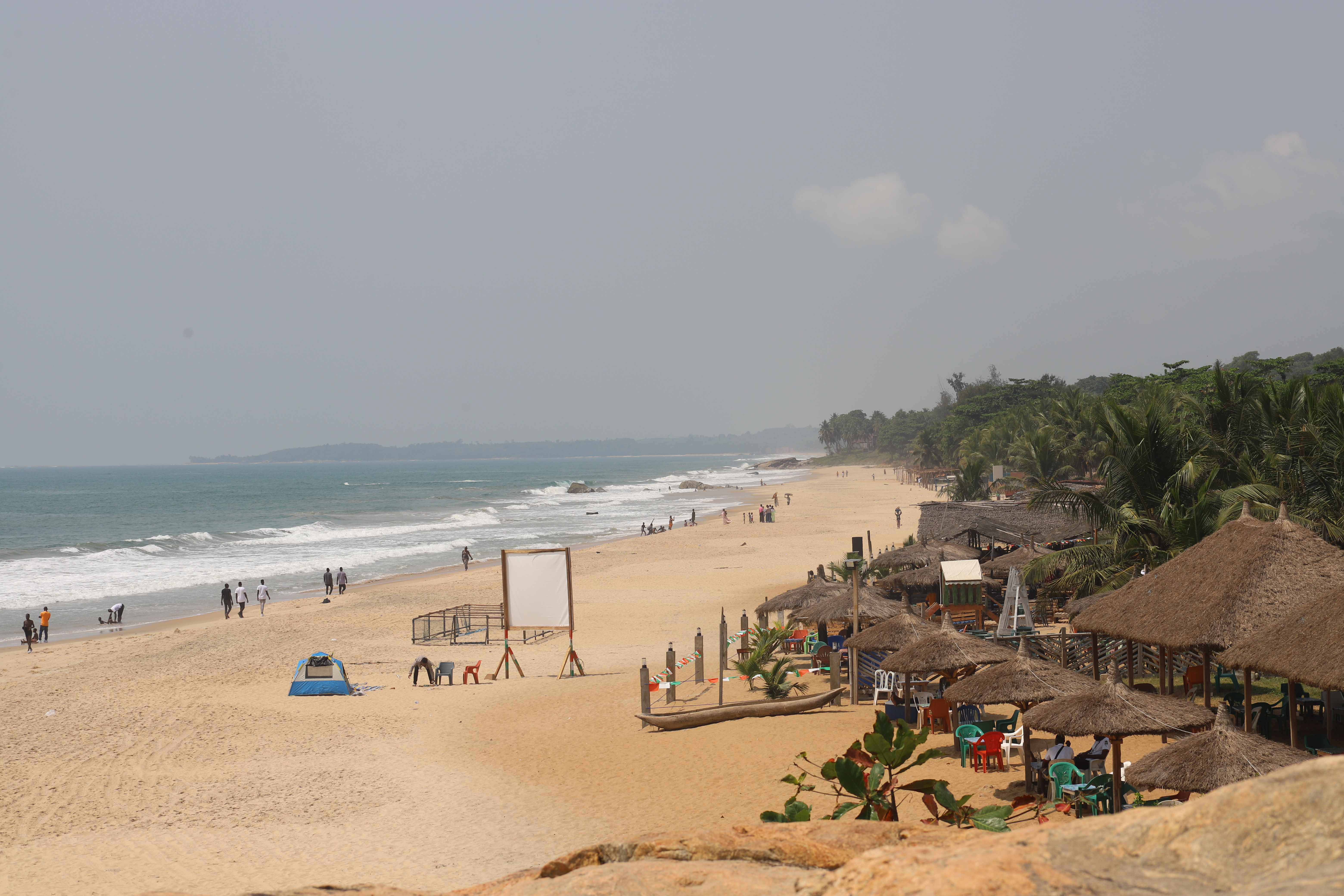
Bord de mer à San-Pédro (janvier 2024)
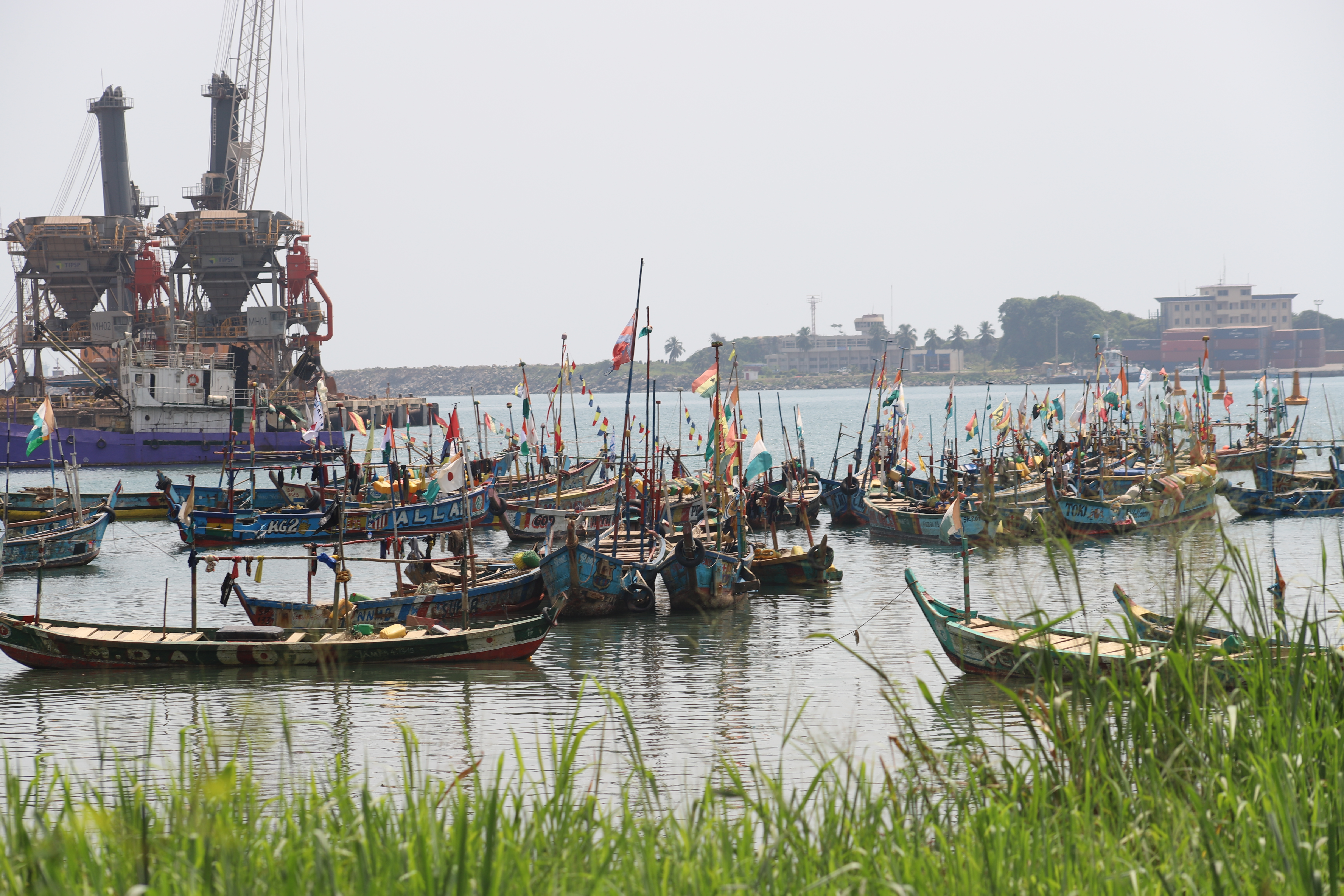
Port de pêche (2024)
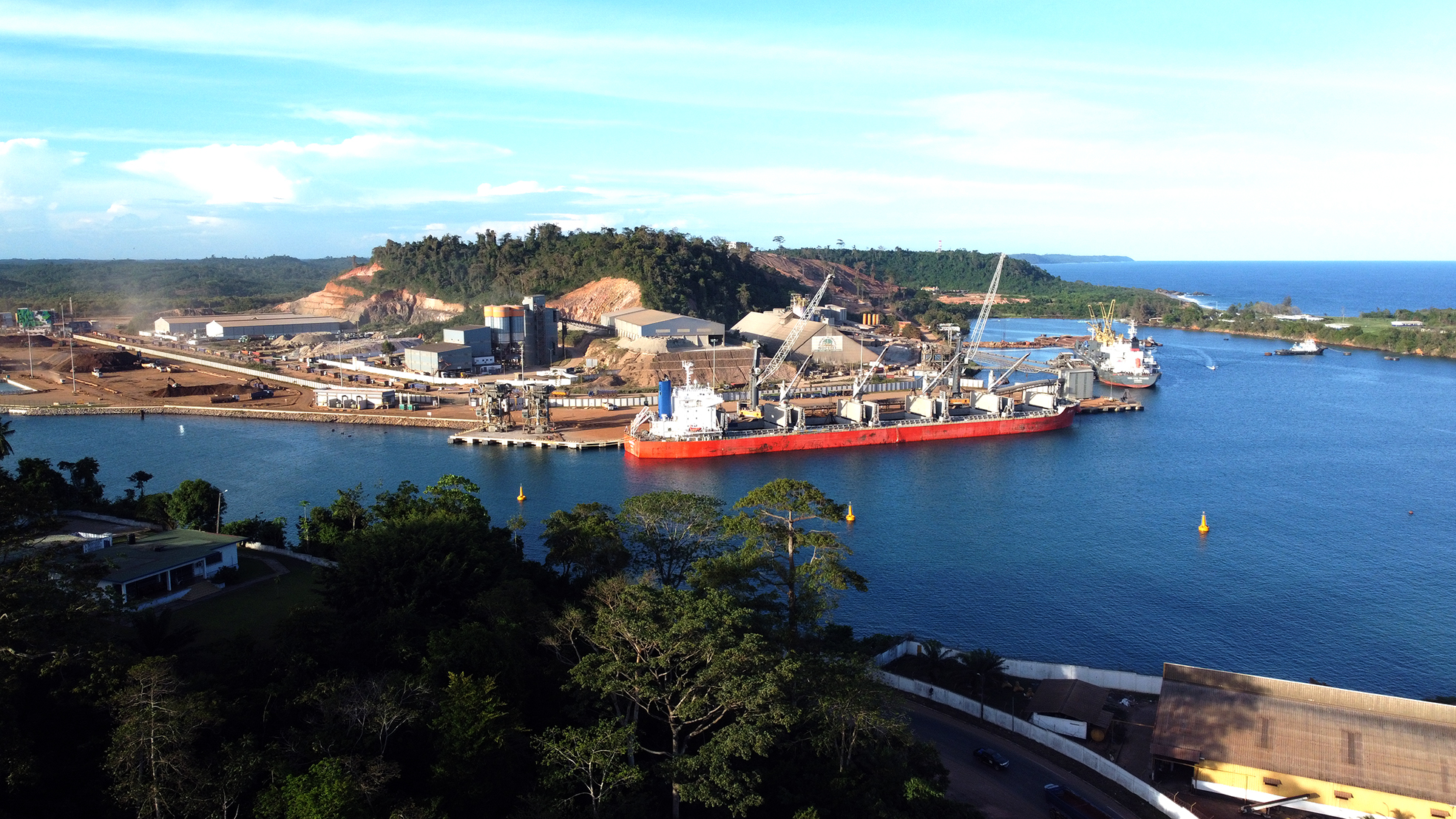
Port autonome de San-Pédro (Bosson, 2024)

## Personnalités liées à la ville
- Fatima Kouchekeho, dite Faty, chanteuse
- Jean-Philippe Gbamin, footballer
- Hélène Ouédraogo Daross (1976-), écrivaine burkinabé, y est née.
- Aïssata Sankara, journaliste

#### Essais
- Georges Courrèges, Grand Bassam et les comptoirs de la côte : Assinie, Jacqueville, Grand Lahou, Fresco, Sassandra, San Pedro, L'Instant durable, Clermont-Ferrand, 1987, 84 p.
- Collectif, San Pedro : Pole de développement du sud-ouest ivoirien
- O. Schwartz, « Krou et Bakwe face à l'opération San Pedro (sud-ouest ivoirien)», in Maîtrise de l'espace agraire et développement en Afrique tropicale : logique paysanne et rationalité technique : actes du Colloque de Ouagadougou, 4-8 décembre 1978, ORSTOM, Paris, 1979, p. 491_496  (ISBN 2-7099-0556-6)

#### Romans
- Frédéric Dard, À San Pedro ou ailleurs, Fleuve noir, 1975